# Граф Орфорд
Граф Орфорд — англійський графський титул. Започатковувався тричі. Вперше титул було започатковано у 1697 році для адмірала Едварда Рассела, якого тричі призначали на посаду Першого лорда Адміралтейства. Одночасно він мав титули барона Шінгей та віконта Барфлер. Він був молодшим братом Вільяма Рассела, 1-го герцога Бедфорда. Лорд Орфорд не мав дітей й титули припинили своє існування у 1727 році.
Згодом титул започатковувався у системі перства Великої Британії у 1742 та 1806 роках, обидва рази для представників родини Волпол.

## Графи Орфорд, перша креація (1697)
- Едвард Рассел, 1-й граф Орфорд (1652—1727)

## Графи Орфорд, друга креація (1742)
- Роберт Волпол, 1-ий граф Орфордський (1676–1745)
- Горас Волпол, 4-ий граф Орфордський (1717–1797)

## Графи Орфорд, третя креація (1806)
- див. барон Волпол